# Naim Frashëri
Naim Frashëri (n. 25 mai 1846, Frashër, Regiunea Gjirokastër, Albania – d. 20 octombrie 1900, Constantinopol, Imperiul Otoman) a fost întemeietorul poeziei moderne albaneze și unul dintre inspiratorii importanți ai Renașterii culturale nționale din a doua jumătate a secolului al XIX-lea.
S-a născut în 1846 în satul Frashër, în sudul Albaniei. A urmat Colegiul „Zosimea” din Ianina. Din tinerete a stăpânit câteva limbi străine europene și orientale. Prima sa încercare poetică a fost volumul „Endërrimet” (Visări) în 1885 (Tejhyjylat), scris în limba persană, iar în 1886 a publicat în grecește micul poem „Dëshira e vërtetë e shqiptarit” (O alithis pothos ton Alvanon) (Dorinta adevărată a albanezilor). Culmea creatiei sale poetice este atinsă scriind în limba maternă. În 1886 a publicat poemul „Bagëti e bujqësi” (Turme și Ianuri), iar în 1890 văzu lumina tiparului capodopera sa, culegerea lirică „Lulet e verës” (Flori de vară). În 1898 s-a publicat poema  cu spirit epic și patriotic ” Historia e Skëndërbeut” (Istoria lui Skanderbeg). Lui Naim Frasheri îi apartine prima traducere  a  „Iliadei” lui Homer în limba albaneză. A
adaptat în limba albaneză fabulele lui La Fontain. S-a stins din viată în 1900.

## Date generale
Prin scrierile sale, a influențat dezvoltarea ulterioară a literaturii albaneze. El este considerat poetul național al Albaniei.

## Opera
- 1886: Pajiști și câmpii ("Bagëti e bujzësija")
- 1898: Istoria lui Skanderbeg ("Istori e Skënderbeut")
- 1890: Flori de vară ("Luletë e verës").

Bustul lui Naim Frashëri dezvelit oficial la 26 septembrie 2006 în Parcul Herăstrău din București